# Henry W. Blair
Henry William Blair, född 6 december 1834 i Campton, New Hampshire, död 14 mars 1920 i Washington, D.C., var en amerikansk republikansk politiker. Han var ledamot av USA:s representanthus från New Hampshire 1875-1879 samt 1893-1895 och ledamot av USA:s senat från samma delstat 20 juni 1879-3 mars 1885 samt 10 mars 1885-3 mars 1891.
Blair studerade juridik. Han inledde 1859 sin karriär som advokat i Plymouth, New Hampshire. Han deltog i amerikanska inbördeskriget som officer i nordstaternas armé.
Blair besegrade sittande kongressledamoten Hosea Washington Parker i kongressvalet 1874. Han omvaldes 1876.
Blair efterträdde i juni 1879 Charles Henry Bell som senator för New Hampshire. Det uppstod 1885 ett dödläge i delstatens lagstiftande församling i samband med att mandatperioden löpte ut. Blair blev ändå utnämnd till de första månaderna i den nya mandatperioden och även den lagstiftande församlingen gav honom fortsatt förtroende den 17 juni 1885. Blair efterträddes 1891 i senaten av Jacob H. Gallinger.
Blair blev 1891 utnämnd till chef för USA:s diplomatiska beskickning i Kina. Utnämningen godkändes inte av Kinas regering som förklarade honom persona non grata på grund av att han som senator hade röstat emot invandringen från Kina. Blairs utnämning hade blivit godkänd av senaten men eftersom Kina inte ville ha honom måste han meddela sin avgång.
Kongressledamoten Luther F. McKinney ställde inte upp för omval i kongressvalet 1892. Blair vann valet och efterträdde McKinney i representanthuset i mars 1893. Han efterträddes två år senare av Cyrus A. Sulloway.
Blair är begravd på Campton Cemetery i Campton i New Hampshire.